# Đăk Hring
Đăk Hring là một xã thuộc huyện Đăk Hà, tỉnh Kon Tum, Việt Nam.

## Địa lý
Xã Đăk Hring nằm ở phía bắc huyện Đăk Hà, có vị trí địa lý:
- Phía bắc giáp xã Đăk Pxi
- Phía tây bắc giáp huyện Đăk Tô
- PPhía tây nam và phía nam giáp với xã Đăk Mar
- Phía đông giáp xã Đăk Ui.

Xã Đăk Hring có diện tích 97,97 km², dân số năm 2019 là 8.827 người, mật độ dân số đạt 90 người/km².
Xã Đăk Hring có nhiều dân tộc sinh sống: dân tộc Kinh, Xơ Đăng, Thái, Tày, Nùng,...
Đăk Hring được thành lập năm 1983. Có Quốc lộ 14 chạy qua. Cái tên của xã được đặt theo tên của một con suối chạy qua địa bàn xã là Suối Đăk Hring ("Đăk" theo tiếng địa phương nghĩa là "nước", Hring là một cái tên bình thường được đặt cho con suối).

## Hành chính
Xã Đăk Hring được chia thành 13 thôn: 1 (Đăk Long), 2 (Kon Tem), 3 (Kon Mông), 4 (Kon Blog và Pa Cheng), 5 (Kon Đào Yôp), 6 (Turiza Yôp), 7 (Turiza Pêng), 8 (Kon Hnong Pêng), 9 (Kon Proh), 10 (Tân Lập B), 11 (Kon Hnong Yôp), 12 (Tân Lập A), 13 (Đăk Kang).

## Lịch sử
Trước năm 1994, Đăk Hring là một xã thuộc huyện Đăk Tô.
Ngày 24 tháng 3 năm 1994, Chính phủ ban hành Nghị định số 26-CP về việc thành lập huyện Đăk Hà thuộc tỉnh Kon Tum, chuyển xã Đăk Hring của huyện Đăk Tô sang trực thuộc huyện huyện Đăk Hà.

## Kinh tế - xã hội
Đây là một xã có nền kinh tế khá phát triển so với các xã trong toàn huyện, đồn điền cao su của tỉnh Kon Tum tập trung nhiều ở xã. Ở Đăk Hring ngoài trồng cây ca su còn có cà phê, bời lời, cây sắn,...

### Giáo dục
Đây cũng là nơi tập trung nhiều cơ sở giáo dục trong huyện:
- Trường TH Bế Văn Đàn
- Trường TH Phan Đình Giót
- Trường THCS Đăk Hring
- Trường THPT Nguyễn Du.